# 内藤花恋
内藤 花恋（ないとう かれん、2002年9月21日 - ）は、日本の元タレント。東京都出身。A-Light元所属。身長160 cm。血液型B型。ミスマガジン2021審査員特別賞受賞。

## 略歴
2021年10月5日、『ミスマガジン2021』で審査員特別賞受賞。
2023年12月31日、自身のインスタグラムで芸能界引退を表明。

## 人物
- 趣味は料理[8]、バレーボール[2]。
- 特技はダンス[注 1]、バレーボール、アクロバット[9]。
- 大学では心理学を専攻[10]。
- 憧れの女優は広瀬すず[11]。

## 出演

### ドラマ
- HE・ROAD（2022年11月11日、ごっこ倶楽部）[12]
- どうする家康（2023年5月7日、NHK） - 第17回・浜松の民 役[13]

### 映画
- グリーンバレット（2022年8月26日、ラビットハウス） - 沖田響 役[14]

### 舞台
- 劇団12ミニッツ『×××になれなくて』（2023年10月18日 - 10月22日、ブルースクエア四谷） - チームBLUE[15]

### ラジオ
- 講談社presents ミスマガ放課後RADIO!（2021年10月7日 - 、ShibuyaCross-FM） - レギュラー[2]
- #ラジオのら（2022年6月30日 - 、stand.fm） - パーソナリティー[16]

### ミュージック・ビデオ
- 鈴木崚汰『アオハル』（2022年4月27日、アニプレックス） - 女子高生 役[2]

### ネット配信
- ヤンマガWeb（講談社）[17]
  - ヤンマガアザーっす!（2022年1月10日）[18]
  - ミスマガのアソビバ!（2022年1月21日）[19]
  - ミスマガのアソビバ! 天使と悪魔（2022年3月4日）[20]
  - ミスマガのアソビバ! お菓子作り@ホーム!（2022年5月20日）[21]
  - ミスマガのアソビバ! 元気いっぱい! チアガール（2022年7月1日）[22]
  - ミスマガのアソビバ! ミスマガ×『グリーンバレット』（2022年7月8日）[14]

## 書籍

### デジタル写真集
- ヤンマガデジタル写真集（講談社）
  - 内藤花恋 ミスマガジ2021審査員特別賞 ヤンマガアザーっす!（2022年1月15日）[23]
  - 内藤花恋 ミスマガ2021 みんなのモーニングルーティングラビア⑥ （2022年2月15日）[24]
  - 菊地姫奈 大槻りこ 天野きき 内藤花恋 ヤンマガアザーっす!（2022年3月15日）[25]
  - ミスマガ2021と過ごす年末年始⑥ 内藤花恋（2022年3月15日）[26]
  - ミスマガのアソビバ! 天使と悪魔 内藤花恋（2022年4月15日）[27]
  - ミスマガのアソビバ! お菓子作り@ホーム! 内藤花恋（2022年7月15日）[28]
  - ミスマガのアソビバ! 元気いっぱい! チアガール 内藤花恋（2022年8月26日）[29]
  - 内藤花恋 ミスマガ×『グリーンバレット』 ミスマガのアソビバ!（2022年9月9日）[30]
  - 和泉芳怜 天野きき 内藤花恋 ミスマガ×『グリーンバレット』 ミスマガのアソビバ!（2022年9月9日）[31]
  - 内藤花恋 ミスマガのアソビバ! ラスト・トリップ（2022年11月11日）[32]
  - ミスマガ2021全員グラビア ヤンマガアザーっす!（2022年12月2日）[33]
  - 内藤花恋 ミスマガのアソビバ! 2021未公開傑作選SP（2022年12月9日）[34]
  - 辻優衣 大島璃乃 内藤花恋 三野宮鈴 藤本沙羅 ミスマガジン2021&2022コラボ ヤンマガアザーっす!（2023年3月3日）[35]
  - 早川渚紗+内藤花恋 1 ミスマガのツドイバ!（2023年4月21日）[36]
  - 早川渚紗+内藤花恋 2 ミスマガのツドイバ!（2023年4月21日）[37]
  - 早川渚紗+内藤花恋 1〜2 【70P完全版】ミスマガのツドイバ!（2023年4月21日）[38]
- FLASHデジタル写真集（光文社）
  - 内藤花恋 ずっと君を（2023年2月7日）[39]